# Зажевек
Зажевек (пол. Zarzewek) — село в Польщі, у гміні Жґув Конінського повіту Великопольського воєводства.
Населення — 158 осіб (2011).
У 1975-1998 роках село належало до Конінського воєводства.

## Демографія
Демографічна структура станом на 31 березня 2011 року:
|          | Загалом | Допрацездатний вік | Працездатний вік | Постпрацездатний вік |
| -------- | ------- | ------------------ | ---------------- | -------------------- |
| Чоловіки | 79      | 27                 | 45               | 7                    |
| Жінки    | 79      | 20                 | 38               | 21                   |
| Разом    | 158     | 47                 | 83               | 28                   |